# Сараев, Николай Андреевич
Никола́й Андре́евич Сара́ев (10 марта 1914, Муромка, Пензенская губерния — 1991, Нукус) — сержант Рабоче-крестьянской Красной армии, участник Великой Отечественной войны, Герой Советского Союза (1943).

## Биография
Николай Сараев родился 10 марта 1914 года в селе Муромка. После окончания начальной школы проживал в городе Нукус в Узбекской ССР, работал кузнецом на заводе. В 1942 году был призван на службу в Рабоче-крестьянскую Красную Армию и направлен на фронт Великой Отечественной войны.
К августу 1943 года красноармеец Николай Сараев был сапёром 603-го отдельного сапёрного батальона 322-й стрелковой дивизии 13-й армии Центрального фронта. Отличился во время форсирования Сейма и Десны. Во время форсирования Сейма в районе сёл Новые Млины и Пекарев Сосницкого района Черниговской области Украинской ССР Сараев в составе своего батальона успешно навёл мост через реку. Во время форсирования Десны в районе деревни Надиновка успешно переправил при помощи парома на плацдарм на её берегу большое количество советских бойцов и командиров. Когда трос парома был перебит, нырнул в воду и сумел найти концы, после чего продолжил переправлять.
Указом Президиума Верховного Совета СССР от 16 октября 1943 года за «образцовое выполнение боевых заданий командования на фронте борьбы с немецкими захватчиками и проявленные при этом мужество и героизм» красноармеец Николай Сараев был удостоен высокого звания Героя Советского Союза с вручением ордена Ленина и медали «Золотая Звезда».
После окончания войны в звании сержанта был демобилизован. Проживал и работал в Нукусе. Скончался в 1991 году, похоронен на центральном христианском кладбище Нукуса.

## Награды
- орден Красной Звезды (31.8.1943)[3]
- орден Отечественной войны 1-й (6.4.1985)[4] и 2-й степеней (6.10.1943)[5]
- звание Героя Советского Союза с вручением ордена Ленина (№ 13608) и медали «Золотая Звезда» (№ 1175; 16.10.1943)[2][6][7]
- медали[2].

## Память
- Именем Героя Советского Союза Н. А. Сараева названа улица в городе Нукусе.
- На православном кладбище Нукуса при содействии посольства Российской Федерации в Республике Узбекистан в 2015 году на могиле Героя установлен памятник.